# 王和清真寺
王和清真寺是泰国清迈最大的清真寺，也是该市的7座华人清真寺之一。

## 历史
王和清真寺由来自中国云南省的回族建于19世纪，整体为阿拉伯风格，仅祷告厅钱悬挂汉字牌匾：“清真寺”。

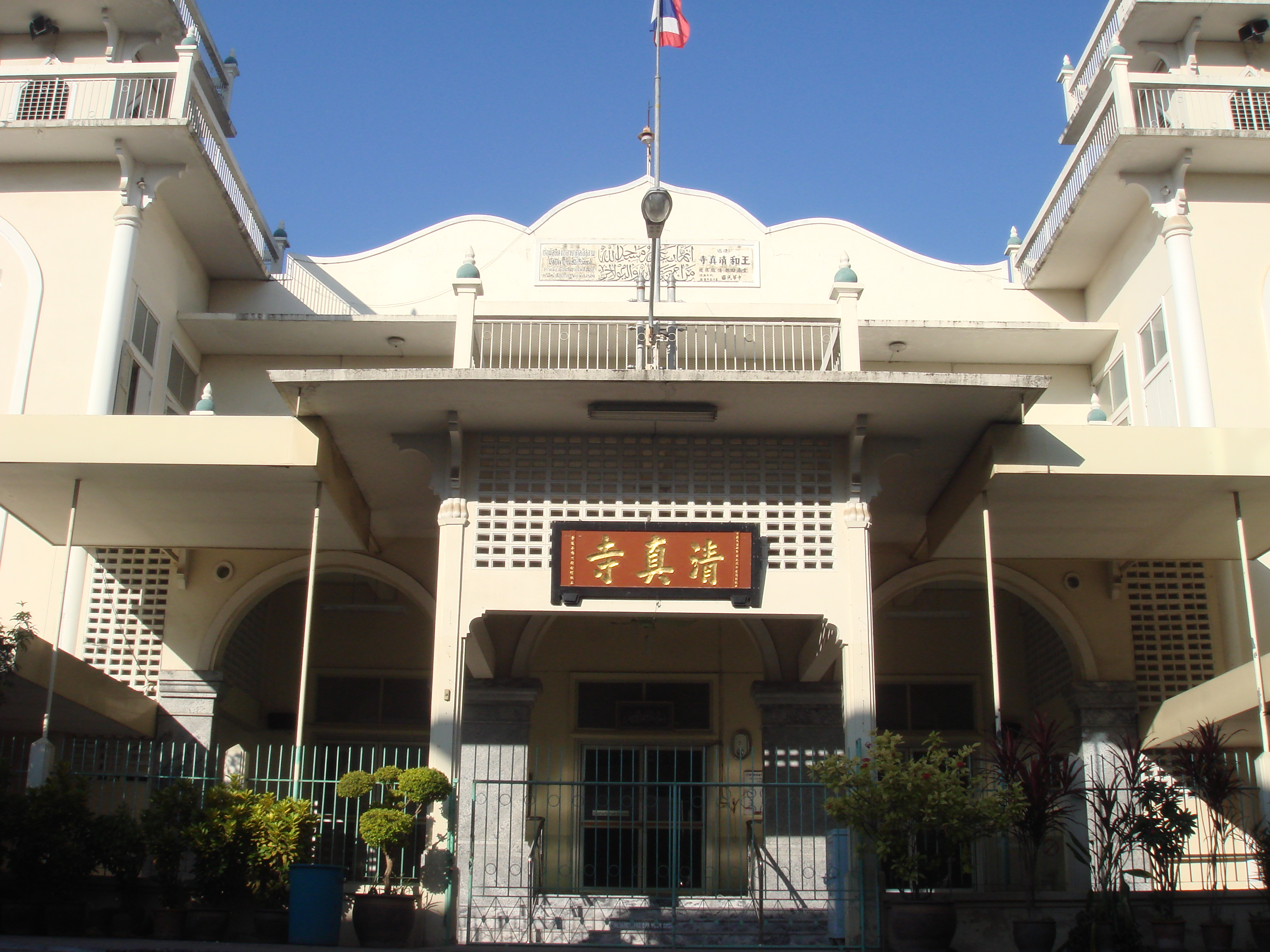
汉字牌匾
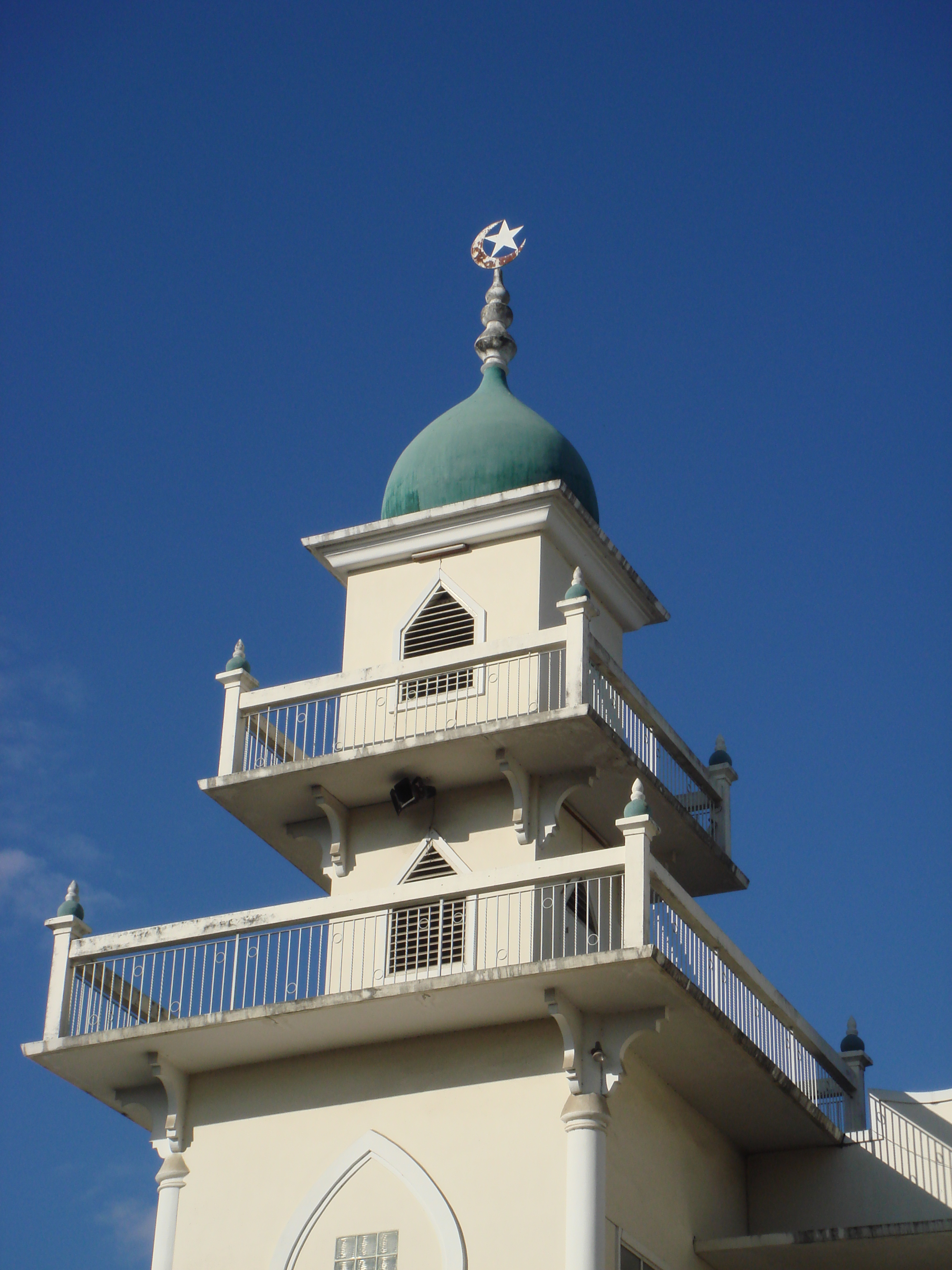
叫拜楼
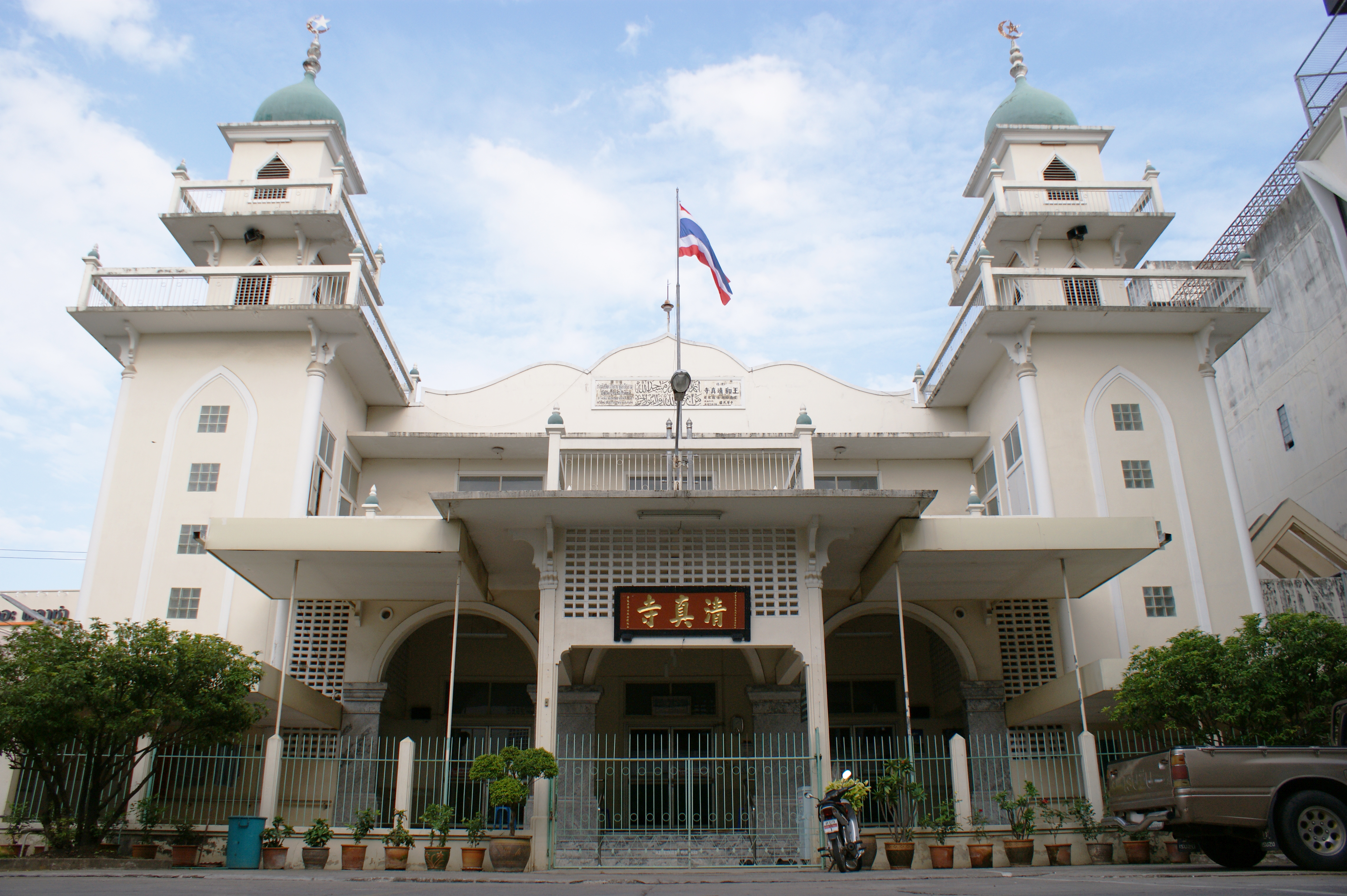